# شهرستان شوویانگ
شهرستان شوویانگ (به لاتین: Shouyang County) یک شهرستان‌های جمهوری خلق چین در چین است که در جینجونگ واقع شده‌است.